# 藍海策略
《藍海策略》（英語：Blue Ocean Strategy），是由韓國學者金偉燦（W. Chan Kim）和法國學者勒妮·莫博涅（Renée Mauborgne）共同著作，於2005年出版的一本經濟學暢銷書。
書中主要為過去企業慣用的獲益方程式：壓低成本、搶佔市占率、大量傾銷等傳統商業手法，稱為紅海策略(red ocean strategy)，在現今市場競爭中產生的種種弊端，及其獲利不易、成本提高等企業競爭力衰退事實找出根本原因。同時提出藍海，開創尚未被開發之全新市場、創造獨一無二價值等「新」商業手段作為解決方案。
藉由「傳統惡性削價競爭」所代表的紅海市場與「開創新興市場」所代表的藍海市場兩相對照，並附上多年來全球各大知名企業、團隊之實例作為佐證，完全顛覆了傳統商業一元化的獲利思維，以全新創意為現今「後資本主義時代」那些深陷惡性競爭的企業找出一條全新的生存之道。
「藍海」觀念的提出，使傳統的商業行銷思維有了更新、活化的空間，此書可說是21世紀闡述「新經濟學」中最具劃時代意義之代表性書籍。
所謂的藍海就是不完全競爭的市場，這個市場競爭者少或尚未有競爭者，由於進入者少的關係，對於商品價格，消費者沒有辦法做價格上的比較，企業得以訂出遠較成本高出甚多的售價，獲取高額的利潤。企業在這個市場中，需要不斷的創新，以差異性來吸引消費者，只要產品夠吸引人，企業就能獲得良好的利潤。
在藍海中，只要企業足夠的創意和創新就能獲取高額的報酬（如：蘋果公司的iPad與iPhone），大部份的獲利因不需進行大規模的設備投資而得以保留下來。這也就是為何藍海策略的概念一推出，就立即造成轟動與無數迴響的原因。

## 成功案例
任天堂於 2006 年首次發布的電子遊戲機Wii，被視為藍海策略的成功典範。任天堂沒有試圖與索尼和微軟的高效能遊戲機競爭，而是將Wii的硬體設計重點放在創新遊戲上，並結合使用了非典型電子遊戲的體感科技。這些改變帶來了新的遊戲概念，同時也降低了遊戲機的成本。因此，Wii在其整個產品生命週期內累積全球銷售超過一億部，並獲得廣泛好評。

## 另見
- 利基市場

## 註記
商務印書館出版的中文版書名為《蓝海战略——超越产业竞争，开创全新市场》。

## 外部連結
- Blue Ocean Strategy Homepage（页面存档备份，存于）
- Value Innovation Network

1. ↑  O'Gorman, Patricio. . Palermo Business Review. 2008, 2: 97–108.